# Give Me Your Everything
«Give Me Your Everything» es una canción grabada por la cantante rumana Alexandra Stan para su segundo álbum de estudio, Unlocked (2014). Fue lanzada para su descarga digital el 20 de agosto de 2014 a través de Victor Entertainment. La pista fue escrita por Stan, Serban Cazan, LeAnna James, Naz Tokio y Andrei Mihai, mientras que la producción fue manejada exclusivamente por Cazan. Un video musical para la canción fue filmado por Vlad Fenesan y subido al canal oficial de la cantante en YouTube, donde ha superado las tres millones de vistas. El videoclip muestra a Stan persiguiendo a un hombre enmascarado en un paisaje oscuro. Tras su lanzamiento, el video generó polémica debido a una escena donde Stan aparece vistiendo una túnica blanca con símbolos masónicos en su espalda; el sitio web Urban.ro lo llamó «su video más extraño hasta el momento».
La canción ha recibido reseñas generalmente positivas. Algunos críticos elogiaron su «ritmo caribeño» y las vocales «cristalinas» e «hipnóticas» de la cantante, mientras que otros compararon a «Give Me Your Everything» con material del segundo álbum de Rihanna A Girl Like Me (2006). El estilo de la canción ha sido descrito como «urbano» y «tribal». Durante una entrevista en España, Stan explicó que «Give Me Your Everything» fue escrita como un obsequio para sus fanáticos árabes y asiáticos, debido al sonido oriental y el significado espiritual de la pista.

## Antecedentes
En mayo de 2014, se anunció que Stan visitaría Japón como parte de su Unlocked Tour (2014) por primera vez en dos años. Durante la gira, se dio a conocer una nueva pista, llamada «Give Me Your Everything», al final del concierto de Stan en Shibuya Womb en Tokio el 18 de julio de 2015, con la cantante confesando que estaría prevista para ser lanzada el 27 de agosto de 2014 como el cuarto sencillo de su álbum Unlocked. Cuando se le preguntó acerca de la canción, Stan sintió que tenía un estilo oriental, con un sentimiento africano y asiático, y un «sonido balcánico». Durante una reseña sobre su presentación en Tokio, el sitio web Barks dijo que su leotardo plateado era «audaz», describiendo a «Give Me Your Everything» como una canción con una «melodía violenta y oscura».

## Grabación y composición
La canción fue escrita por Stan, Șerban Cazan, LeAnna James, y Naz Tokio; la producción fue manejada exclusivamente por Cazan. Fue diseñada durante el FonoCamp 2013, el primer campamento de composición internacional en Rumania, organizado por los estudios Fonogram y HaHaHa, y celebrado en Azuga. Otros cantantes rumanos e internacionales estuvieron presentes durante el evento de dos semanas, entre ellos Delia Matache, Mohombi, Smiley y Deepcentral. La pista fue mezclada en HaHaHa Production y grabada en Fonogram Studios y HaHaHa Studios. En una entrevista en Barcelona, España, Stan describió la canción como «más oriental, con un significado espiritual». Continuó explicando que «Give Me Your Everything» fue escrita como un obsequio para sus fanáticos asiáticos y árabes debido al ambiente de la canción. Según Pop Shock, la pista es una balada mid-tempo con influencia caucasiana. Líricamente, Stan le dice a su novio no identificado que no sea tan duro con ella, y que si realmente la ama, debe darle todo lo suyo. El coro de «Give Me Your Everything» consiste únicamente en la frase: «Don't you be so hard on me / If you love me, come and give me your everything».

## Recepción
Pop Shock elogió la canción, argumentando que no esperaba que Stan eligiera semejante género. Pop Shock continuó diciendo que la pista «convierte a la estrella de Europop, adorable y amante de las insinuaciones, en una mujer exótica de proporciones globales». Everything Express notó similitudes con los trabajos de Rihanna, confesando además que el sencillo «nos hace recordar que nuestra diva del pop rumana realmente puede cantar». Addictivoz comparó a «Give Me Your Everything» con la música de Shakira. Pure Charts etiquetó al sencillo como «tribal» y «urbano», señalando las líneas: «I'm doing limbo / Your body is my temple». Digital Journal elogió la pista, confesando que Stan «muestra un estilo diferente en su arte». El estilo melódico de Oriente Medio de la canción «realza [su sonido] sonicamente». Continuó diciendo que las voces de Stan eran «hipnóticas» y «cristalinas». Digital Journal señaló que Stan «no tiene miedo de arriesgarse y probar cosas nuevas». Direct Lyrics comparó a «Give Me Your Everything» con el material del segundo álbum de Rihanna A Girl like Me (2006).

## Video musical

### Lanzamiento y sinopsis
Un video musical de acompañamiento para «Give Me Your Everything» fue subido al canal oficial de Stan en YouTube el 27 de agosto de 2014, donde ha superado las tres millones de vistas a partir de agosto de 2018. Fue filmado por Vlad Fenesan con el estudio de producción Griffon & Swans. El videoclip se encuentra presente en el álbum en video de Stan The Collection lanzado exclusivamente en Japón. El video empieza con una Stan perdida buscando refugio en un bosque oscuro lleno de niebla y humo, luciendo una capa negra y sosteniendo una llama violeta en su mano que la guía. Luego, se encuentra con una misteriosa persona vestida de negro cuyo rostro no se puede ver. Después de realizar una coreografía con sus bailarines de respaldo, la artista entra en un reino blanco lleno de luz. Posteriormente, la persona misteriosa aparece de nuevo y Stan lo persigue por lo que entra en una habitación completamente oscura. Después de esto, realiza una coreografía frente a unos espejos. Luego, se muestra a Stan vistiendo una túnica blanca y caminando por un entorno de jungla. Después de encontrarse con la persona misteriosa de nuevo, el video termina con ella quitándole la máscara para ver su verdadera identidad. Escenas intercaladas en la trama principal retratan a Stan bailando con sus bailarines vestidos de negro.

### Análisis y controversia
Urban.ro elogió el video por ser «excepcional», además lo llamó «su video más extraño hasta el momento». El sitio web también notó el uso de símbolos masónicos durante una escena del videoclip donde Stan aparece vistiendo una túnica blanca; señaló que las inscripciones se encuentran en su espalda. Los símbolos representados son la pirámide y el dios egipcio del sol Ra. Continuó diciendo: «estos son los momentos más evidentes del video; el resto es discutible». Urban.ro comparó a la persona, que Stan persigue durante el video, con un demonio, debido a su ropa negra. También comparó una escena con el video musical de Beyoncé, «Grown Woman» (2013). Pro TV sintió que el videoclip de «Give Me Your Everything» es muy diferente en comparación a sus trabajos previos. El sitio web pensó que mostraba un lado más atrevido de Stan, comparándolo con sus videos anteriores con «bailarines veraniegos», aunque también señaló referencias culturales y religiosas. Direct Lyrics comentó que: «al igual que la canción, el video de 'Give Me Your Everything' tiene un ambiente oscuro». Además, afirmó que el videoclip «te mantendrá en tu asiento hasta el final».

## Personal
Créditos adaptados de las notas de Unlocked.
Estudios
- Grabado en HaHaHa Production en Bucarest, Rumania.
- Grabado en Fonogram Studios en Bucarest, Rumania.
- Grabado en HaHaHa Studios en Bucarest, Rumania.

Personal
- Dimitri Caceaune – fotógrafo
- Șerban Cazan – compositor, productor
- LeeAnna James – compositor
- Andrei Mihai – compositor
- Alexandra Stan – voz principal, compositora
- Naz Tokio – compositor

## Formatos
| Descarga digital |                           |          |  |
| N.º              | Título                    | Duración |  |
| 1.               | «Give Me Your Everything» | 3:25     |  |

## Historial de lanzamiento
| Región         | Fecha                 | Formato          | Discográfica             |
| -------------- | --------------------- | ---------------- | ------------------------ |
| Japón          | 20 de agosto de 2014  | Descarga digital | Victor Entertainment     |
| Bélgica        | 27 de agosto de 2014  | Descarga digital | Roton • Fonogram Records |
| Brasil         | 27 de agosto de 2014  | Descarga digital | Roton • Fonogram Records |
| Dinamarca      | 27 de agosto de 2014  | Descarga digital | Roton • Fonogram Records |
| Noruega        | 27 de agosto de 2014  | Descarga digital | Roton • Fonogram Records |
| Rumania        | 27 de agosto de 2014  | Descarga digital | Roton • Fonogram Records |
| Serbia         | 27 de agosto de 2014  | Descarga digital | Roton • Fonogram Records |
| Reino Unido    | 27 de agosto de 2014  | Descarga digital | Roton • Fonogram Records |
| Estados Unidos | 27 de agosto de 2014  | Descarga digital | Roton • Fonogram Records |
| España         | 28 de octubre de 2014 | Descarga digital | Blanco y Negro           |